# Mulsum (Wurster Nordseeküste)
Mulsum – dzielnica gminy Wurster Nordseeküste w Niemczech, w kraju związkowym Dolna Saksonia, w powiecie Cuxhaven. Do 31 grudnia 2014 gmina, wchodząca w skład gminy zbiorowej Land Wursten.